# Jean Sirmond

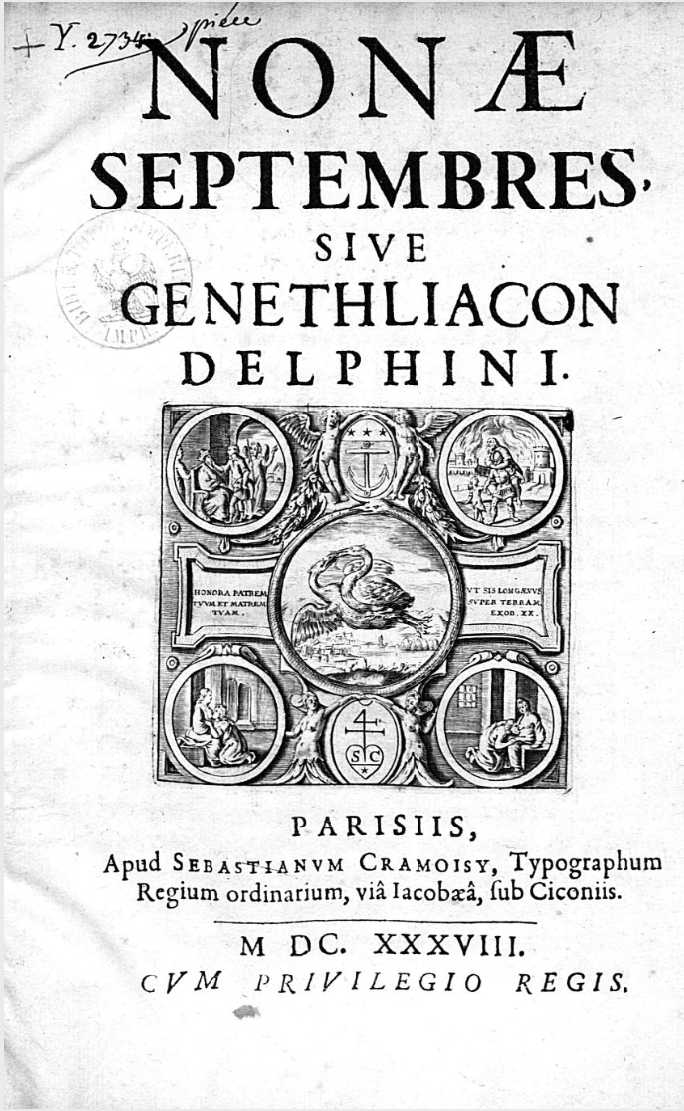

Jean Sirmond (* 1589 in Riom; † 1649 ebenda) war ein französischer politischer Autor und Mitglied der Académie française. 

## Leben
Jean Sirmond war der Neffe des berühmten Gelehrten Jacques Sirmond und Bruder des Jesuiten Antoine Sirmond (1591–1643). Auf den Spuren seines Onkels trat er in die Dienste des Kardinals Richelieu, von dem er als Pamphletist geschätzt wurde. Richelieu verschaffte ihm 1633 eine Stelle als Historiograph des Königs und 1634 den Sitz Nr. 16 in der Académie française. In der Querelle du Cid verteidigte er Corneille. Nach dem Tod Richelieus zog er sich 1644 in seine Heimat zurück und starb dort sechzigjährig im Jahre 1649.
Außer zahlreichen Gelegenheitstexten in lateinischer und französischer Sprache, in denen er oft Pseudonyme benutzte, und einer Übersetzung aus dem Spanischen hinterließ er neulateinische Dichtung, die von seinem Sohn Jean Sirmond herausgegeben wurde. 

## Werke

### Lateinisch
- Colossus regius, sive Equestris Henrico Magno positae statuae dedicatio. Paris 1614.
- Joan. Sirmondi In nuptias Ludovici XIII,... et Annae Austriacae. Ad... Gulielmum Vairium. Paris 1616.
- Astraea redux, ad illustrissimum virum Stephanum Haligrum, Galliae cancellarium. Paris 1624. (Étienne I. d’Aligre, 1559–1635, Kanzler)
- Rupella capta, sive De Felici Ludovici XIII adversus perduelles haereticos expeditione. Paris 1629.
- Laetitia publica, ad... Petrum Seguierum,... de merita novae dignitatis ad priorem accessione. Paris 1636. (Pierre Séguier)
- Nonae septembres, sive Genethliacon Delphini. Paris 1638.
- Chimaera excisa, sive Confutatio libelli seditiosi, cujus autor ut schisma politicum excitet in Gallia, ecclesiasticum ab ea se fingit avertere, ex gallico Sulpicii Mendrinii, domini de Gazonval. Paris 1641. (französisch 1640)
- Genius Luparae nobilissimis ad splendorem operibus ampliatae, novisque insuper monetae ac typographiae ornamentis excultae. Paris 1642.
- Julii Mazarini,... luctus maternus. Paris 1644.
- Hymenaeus regius, sive De Ladislai IV. Poloniae Sueciaeque regis, et Ludovicae Gonzagae, Mantuanae principis nuptiis. Paris 1646.
- (postum) Joannis Sirmondi Carminum libri duo, quorum prior heroicorum est, posterior elegiarum, Joannis Sirmondi filii studio... nunc primum in lucem editi. Paris 1654. (Poesie. Hrsg. Jean Sirmond, Sohn)

### Französisch
- La pitarchie françoise ou response aux vaines plainctes des mal contens. Paris 1615.
- Discours au roi sur l’excellence de ses vertus incomparables et de ses actions héroïques. Paris 1624.
- La Lettre dechiffree. Paris 1627.
- Advertissement aux provinces, sur les nouveaux mouvemens du royaume. Par le sieur de Cleonville. 1631.
- Le coup d’Estat de Louys XIII. Au Roy. Paris 1631.
- La défense du Roy, et de ses ministres. Contre le manifeste, que sous le nom de Monsieur on fait courre parmy le peuple. Par le Sieur des Montagnes. Paris 1631.
- La Vie du Cardinal d’Amboise, en suite de laquelle sont traictez quelques poincts sur les affaires présentes, par le Sieur des Montagnes. Paris 1631. Tournon 1651. (über Georges d’Amboise)
- Le Bon génie de la France. À Monsieur. 1632.
- L’homme du pape et du Roi. Ou, réparties véritables sur les imputations calomnieuses d’un libelle diffamatoire, semé contre sa Sainteté et Sa Majesté très-chrétienne, par les ennemis couverts du Saint Siège et de la France. Brüssel 1634.
- Advis du Franc̜ois fidele. Aux mal-contens nouvellement retirez de la Cour. 1637.
- Le souhait du Cid en faveur de Scuderi. Une paire de lunettes pour faire mieux ses observations. 1637. Rouen 1894. (vorsichtige Verteidigung Corneilles)
- La Chimère défaite, ou Réfutation d’un libelle séditieux, tendant à troubler l’État sous prétexte d’y prévenir un schisme. Par Sulpice de Mandriny sieur de Gazonval. Paris 1640. (lateinisch 1641, gegen Charles Hersent, 1590–1661)
- Consolation à la reine régente, sur la mort du feu roi. Paris 1643.

### Übersetzung
- Juan Eusebio Nieremberg (1595–1658): Les Véritables causes des malheurs présens de l’Espagne. Lyon 1644.